# Nohra, Nordhausen
Nohra là một đô thị ở huyện Nordhausen, trong bang Thüringen, Đức. Đô thị Nohra, Nordhausen có diện tích 16,09 km².